# Pallacanestro ai Giochi della Francofonia
Il torneo di pallacanestro ai Giochi della Francofonia, si svolge sin dal 1989, e fino ad ora, ha visto scendere in campo solamente le formazioni femminili. L'ultima edizione, svoltasi ad Abidjan nel 2017, ha visto il successo della Francia.

## Collegamenti
- Sito del Comitato Internazionale dei Giochi della Francofonia, su jeux.francophonie.org. URL consultato il 20 marzo 2022 (archiviato dall'url originale il 2 febbraio 2021).